# Kiryat Onoplein
Het Kiryat Onoplein is een plein in de wijk De Singels in Drachten.

## Geschiedenis
Op de plek van het huidige Kiryat Onoplein lag tot het begin van de jaren 60 het voetbalveld van VV Drachten.
Met de komst van De Lawei werd achter de schouwburg een plein aangelegd dat tot 1967 het Van Harinxmaplein heette. In dat jaar werd het plein hernoemd, in dit geval naar Kiryat Ono, de Israëlische zusterstad van Smallingerland. Het besluit om het plein een andere naam te geven is ingegeven door het feit dat in de Israëlische stad aan een plein de naam Drachtenplein is gegeven.
In 1967 werd aan het Kiryat Onoplein een nieuw gebouwd politiebureau opgeleverd en in september van dat jaar heeft de verhuizing vanaf de Van Haersmasingel plaatsgevonden. Het politiebureau werd in 1975 uitgebreid en is in 1995 gesloopt, na de verhuizing naar het Moleneind. Op de voormalige plek van het politiebureau staat nu een appartementengebouw met op de begane grond een supermarkt. Ook het appartementencomplex Roelé Hûs staat aan het Kiryat Onoplein.

## Oorlogsmonumenten
Het Kiryat Onoplein huisvest zes oorlogsmonumenten die verschillende groepen oorlogsslachtoffers en veteranen eren. Vier monumenten die voorheen in het Van Haersmapark stonden, zijn in april 2025 in opdracht van de gemeente Smallingerland verplaatst naar het Kiryat Onoplein:
- Algemeen monument: Ter nagedachtenis aan alle inwoners van Drachten die zijn omgekomen tijdens de Tweede Wereldoorlog.
- NTM-monument: Herdenkt medewerkers van de voormalige Nederlandse Tramweg Maatschappij.
- Joods monument: Benoemt de Joodse inwoners van Drachten die zijn gedeporteerd en vermoord.
- Monument voor Roma en Sinti: Eert de Roma- en Sinti-slachtoffers uit Drachten.

Er zijn daarna twee monumenten toegevoegd:
- Veteranenmonument: Onthuld op 12 april 2025 tijdens het Veteranenfestival Smallingerland, ter ere van alle Nederlandse veteranen, ongeacht missie of conflict.
- KNIL-monument: Onthuld op op 30 april 2025 ter nagedachtenis aan elf overleden Molukse KNIL-militairen.

Sinds 2025 vindt ook de Nationale Dodenherdenking op 4 mei plaats op het Kiryat Onoplein.

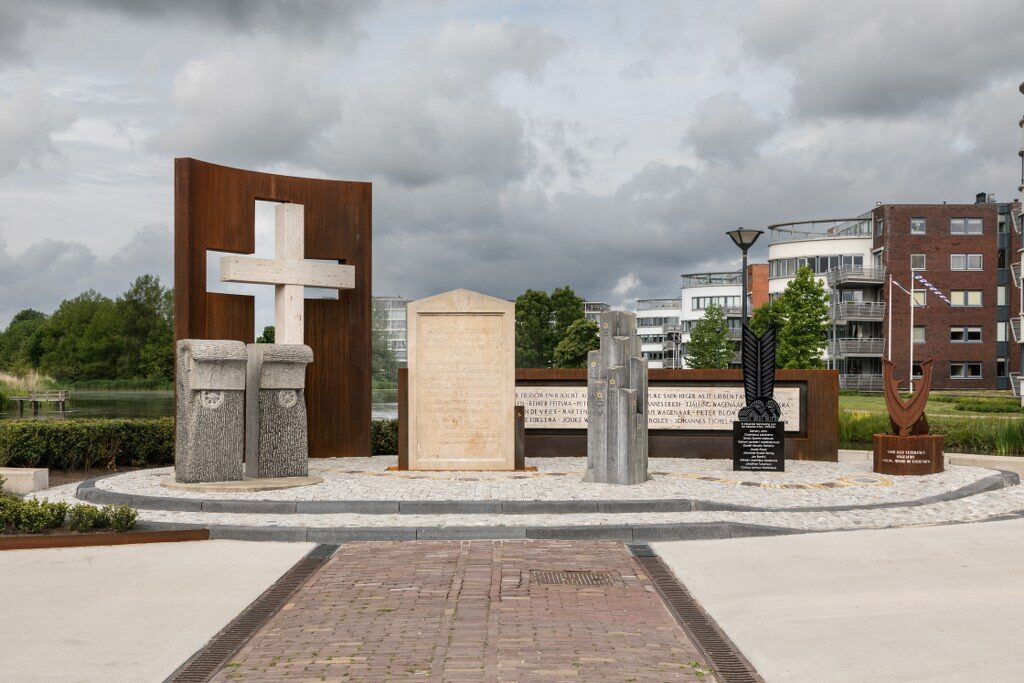
De oorlogsmonumenten op het Kiryat Onoplein in 2025